# Bonjour (album)
 (juillet 2020).
Si vous disposez d'ouvrages ou d'articles de référence ou si vous connaissez des sites web de qualité traitant du thème abordé ici, merci de compléter l'article en donnant les références utiles à sa vérifiabilité et en les liant à la section « Notes et références ».
Pour les articles homonymes, voir Bonjour (homonymie).
Albums de Rachid Taha
The Definitive Collection
(2007) Zoom
(2013)
Bonjour est le huitième album solo de Rachid Taha paru le 26 octobre 2009 chez Barclay Records. Il s'agit d'une collaboration avec Gaëtan Roussel des Louise Attaque, notamment sur la chanson titre Bonjour.

## Liste des titres
1. Je t'aime mon amour - 4 min 01 s
2. Mokhtar - 3 min 38 s
3. Ha Baby - 3 min 41 s
4. Bonjour avec Gaëtan Roussel - 3 min 21 s
5. Mine jaï - 4 min 11 s
6. Mabrouk aalik - 3 min 58 s
7. Ila liqa - 4 min 07 s
8. It's an Arabian Song avec Bruno Maman - 4 min 03 s
9. Sélu - 3 min 59 s
10. Agi - 3 min 08 s